# Barney Wilen
Barney Wilen (4. března 1937 Nice – 25. května 1996 Paříž) byl francouzský jazzový saxofonista. Počátkem padesátých let se přestěhoval do Paříže, kde začal hrát s různými americkými hudebníky, jako například Benny Golsonem nebo Milesem Davisem. Hrál například na Davisově albu Ascenseur pour l'échafaud (1958). Během své kariéry spolupracoval i s dalšími hudebníky, mezi které patří Art Blakey, Dizzy Gillespie a Thelonious Monk. Zemřel na rakovinu ve svých devětapadesáti letech.